# Sir Pathétik
Pour les articles homonymes, voir Bérubé.
Sir Pathétik, de son vrai nom Raphaël Bérubé, est un rappeur québécois né le 15 octobre 1977 dans la ville de Trois-Rivières en Mauricie. L’un des rappeurs les plus prolifiques de sa génération avec 21 albums au compteur. Il a fait briller la scène du Hip Hop québécois avec ces chansons. Le rappeur reconnu pour ses chansons « Pour mon Pays » et « T’aimes un badboy ».

## Biographie
Raphaël est né le 15 octobre 1977 à Trois-Rivières, au Québec. Son père musicien lui transmet très tôt le goût de la musique. Il se lance en 2000 avec la publication d'un album de cinq titres.
Sir Pathétik et Billy Nova fondent en 2007 le groupe Mauvaize Frékentation, qui publie un album éponyme. Son album Avant k'tu m'oublies reçoit le prix Félix de l'« album de l'année - hip-hop » au gala de l'Adisq en 2009,,.
En 2013, il annonce son neuvième album, Prisonnier des mots. En 2014, il publie son nouvel album Le Québécois, pour la première fois sous le nom de scène Sir Path. L'album contient des sonorités plus pop et quelques notes folk.

## Discographie

### Collaborations
- 1999 : Kickaflow - Odeur de Baloney sur la poêle (sur l'album Barre Oblique) Incluant Seb Seb et Ible
- 2006 : Vice Verset - It's All Right (sur l'album Vice City) Incluant Billy Nova
- 2009 : Dubmatique - Patience (sur l'album Trait d'union) Incluant Imposs, et John John
- 2009 : Ruffneck - Hier Encore (sur l'album Ma Motivation)
- 2014 : Guest - La Prière Du Trippeux (sur l'album Le gars du nord)